# L'Idea Nazionale
„Националната идея“ (на италиански: L'Idea Nazionale) e италиански вестник, печатен орган на Италианската националистическа асоциация.

## История
L'Idea Nazionale е публикуван за първи път на 1 март 1911 г. Вестникът е седмичен и е основан в Рим от Енрико Корадини. Алфредо Роко също допринася за създаването му.
L'idea Nazionale е с редактори Енрико Корадини, Роберто Давандзати и Луиджи Федерцони. През 1914 г. започва да се публикува ежедневно, за да се подкрепи намесата на Италия в Първата световна война.
Националната асоциация и нейният вестник се застъпват за милитаристичен национализъм и за създаването на италианска империя. Първо, вестникът одобрява войната на Италия през 1911 г. срещу Османската империя, настоявайки за анексирането на северноафриканските колонии. След това подкрепя иредентизма, провежда кампания за влизането на Италия в Първата световна война срещу Централните сили.
L'Idea Nazionale престава да бъде публикуван през 1926 г., когато е обединен с La Tribuna.